# Daniel Heifetz
Daniel Alan Heifetz (Kansas City, 20 novembre 1948) è un violinista e concertista statunitense ed è il fondatore e direttore artistico dell'Istituto internazionale di musica Heifetz. La sua carriera si è estesa per oltre 40 anni e si è concentrata sull'educazione e l'arte della comunicazione attraverso lo spettacolo.

## Primi anni
Daniel Heifetz è cresciuto nel sud della California, figlio del dott. Milton Heifetz e Betsy Heifetz (nata Baron) ed ha iniziato a studiare violino all'età di sei anni. A sedici anni, Heifetz iniziò a studiare sotto la guida di Efrem Zimbalist al Curtis Institute of Music di Filadelfia. Fu anche seguito da Jascha Brodsky e, dopo il ritiro di Zimbalist, concluse i suoi studi con Ivan Galamian. Fece il suo debutto orchestrale a New York, alla David Geffen Hall nel Lincoln Center in uno spettacolo del Concerto per violino di Čajkovskij con la National Symphony Orchestra. Heifetz ebbe anche come mentori all'inizio della sua carriera il violinista polacco/messicano Henryk Szeryng, che lo presentò al violinista russo David Oistrakh. Fu Oistrakh a fargli conoscere l'impresario Sol Hurok che decise di gestire la carriera di Heifetz. Suo fratello minore è Ronald A. Heifetz, Senior Lecturer in Public Leadership, cofondatore del Center for Public Leadership presso la John F. Kennedy School of Government, Università di Harvard e co-fondatore di Cambridge Leadership Associates.

## Carriera
Heifetz è stato premiato sia al Merriweather-Post Competition di Washington, D.C., sia all'International Tchaikovsky Competition di Mosca. Dopo quest'ultima competizione, Heifetz ha donato il premio in denaro alle famiglie dei dissidenti detenuti Alexander Ginzburg e Natan Shcharansky. Richard L. Thornburgh, ex procuratore generale degli Stati Uniti e governatore della Pennsylvania, organizzò una cena di stato per rendere omaggio al suo gesto.

## Insegnante e giurato
Heifetz è stato professore di violino in tre importanti università: The Peabody Institute della Johns Hopkins University, la Carnegie Mellon University e la University of Maryland, College Park. Oltre a questi incarichi, Heifetz ha tenuto corsi di perfezionamento in tutto il mondo. Nel maggio 2015 è stato uno dei principali presentatori di master class al Simposio sul violino Starling-Delay tenuto presso la Juilliard School di New York. Ad agosto e settembre 2016 Heifetz è stato membro della giuria del primo concorso internazionale di violino di Shanghai Isaac Stern, che ha ricevuto riconoscimenti e ha suscitato alcune polemiche per aver pubblicato i punteggi dei giurati durante ogni turno. A gennaio e febbraio 2017 Heifetz è stato presidente della giuria di sette membri al primo concorso internazionale di violino Elmar Oliveira, tenutosi nel campus della Lynn University a Boca Raton, in Florida.

## L'Heifetz International Music Institute
Nel 1996, Daniel Heifetz fondò l'Heifetz International Music Institute per giovani musicisti di talento provenienti da tutto il mondo. È principalmente un programma estivo di sei settimane che ora si svolge presso la Mary Baldwin University di Staunton, in Virginia. L'istituto attrae i migliori docenti provenienti da conservatori nazionali ed internazionali e offre un programma in Heifetz Performance and Communication Training₢ che insegna ai giovani musicisti a comunicare l'emozione della musica attraverso una serie di lezioni di public speaking, intonazione, prosa, movimento e libertà di espressione. L'Istituto Heifetz offre opportunità di sviluppo di carriera ai suoi alunni attraverso un programma chiamato Heifetz on Tour. Nel novembre 2014, Heifetz ha descritto la sua filosofia alla base del training di comunicazione offerto presso l'Istituto Heifetz in una presentazione TEDx tenutasi a Charlottesville, in Virginia.